# 通托·迪克
通托·查里提·迪克（英語：Tonto Charity Dikeh，1985年6月9日—）是尼日利亚籍的女演员、歌手、詞曲作家和人道主义者。2000年8月27日，通托·迪克成立了她的基金会，即Tonto Dikeh Foundation。该基金会旨在让非洲所有流离失所和处于弱勢的妇女、女孩、青年和儿童的生活变得更美好。其基金會還透過组织定期的宣传计划和专题讨论会，为黑人种族带来文明和尊嚴，以及處理妇女、性别问题、强奸、赋权、气候变化和儿童权利的问题。

## 电影和电视
通托·迪克出现在一部名为Dirty Secret的电影中，由於該片包含成人场景，導致在尼日利亚人中引起争议。虽然有人批评她的角色並非传统的，所飾演的角色也不像非洲人，但其他人则表示她只是专业。 

## 代言
2016年2月5日，通托·迪克被任命为阿布贾一家价值数百万奈拉的房地产公司的大使（NUMATVILLE）。 
2018年1月9日，她獲得美容和护肤品牌（Pels International）的代言人身份。该美容品牌以生产亮肤美容产品而闻名。
2018年3月8日，她成为Sapphire Scents的宣傳大使，其為一個为尼日利亚人提供经销业务的新香水系列。
2018年4月27日，她与「国家禁止贩运人口机构 」(NAPTIP) 签署了一项关于人口贩运的代言协议。
2019年3月24日，她被公布成為为Amstel Malta的品牌大使。
2019年5月23日，她与 Zikel Cosmetics 签署了1亿奈拉的代言协议。